# Metzgeria sinensis
Metzgeria sinensis là một loài Rêu trong họ Metzgeriaceae. Loài này được P.C. Chen mô tả khoa học đầu tiên năm 1955.